# The Son of Tarzan (film)
The Son of Tarzan er en amerikansk stumfilm fra 1920 af Harry Revier og Arthur J. Flaven.

## Medvirkende
- Kamuela C. Searle som Korak/Jack Clayton
- Manilla Martan som Meriem
- P. Dempsey Tabler som Tarzan
- Karla Schramm som Jane
- Gordon Griffith
- Mae Giraci
- Eugene Burr som Ivan Paulovich
- Frank Morrell som Sheik Amor Ben Khatour
- Ray Thompson som Malbihn
- Saville De Sacia
- Frank Earle
- Kathleen May
- Lucille Rubey